# The Seventh Seal (Death SS)
The Seventh Seal è il settimo album studio dei Death SS, pubblicato nel 2006.

## Tracce
1. Give 'em Hell - 04:10
2. Venus' Gliph - 05:11
3. Der Golem - 04:49
4. Shock Treatment - 03:18
5. Absinthe - 04:05
6. Another Life - 04:03
7. Psychosect - 03:32
8. Heck of a Day - 05:59
9. S.I.A.G.F.O.M. - 06:08
10. The Healer - 04:18
11. Time to Kill - 03:21
12. Race With The Devil - 3:30
13. The Four Horsemen (cover degli Aphrodite's Child)
14. The 7th Seal - 08:11

## Formazione
- Steve Sylvester - voce
- Emil Bandera - chitarra
- Glenn Strange - basso
- Dave Simeone - batteria
- Oleg Smirnoff - tastiere